# Anitrella
Anitrella è una frazione del comune di Monte San Giovanni Campano, in provincia di Frosinone.

## Storia e geografia
Piccolo borgo sul fiume Liri, fu residenza dei conti Lucernari.
Il Liri ha in Anitrella il tratto più stretto del suo intero corso, indicato come il “RAIO” dove con naturale caduta nel cavo di un’ampia roccia, e passando per una strettoia a guscio di lumaca, precipita in una specie di laghetto chiamato "Vitarello" a causa dei molti mulinelli che vi si formano.
La famiglia Lucernari costruì anche una cartiera che fu diretta nell'Ottocento dalla famiglia ligure dei Piccardo.

## Sport

### Calcio
- A.C.D. Anitrella 1955 (colori sociali Nero Verde) che, nel campionato 2023-24, milita nel campionato maschile di Promozione.[2]